# Darevskia portschinskii
Darevskia portschinskii — представник роду скельних ящірок родини Справжні ящірки. Має 2 підвиди. Інша назва «куринська ящірка».

## Опис
Довжина тіла сягає 6,7 см, хвіст у 2 рази довший. Голова помітно стиснута. Міжщелепний щиток відділений від лобоносового або вкрай рідко стикається з ним в одній точці. Верхньовійні щитки відокремлені від надочноямкового суцільним рядком з 8—18 зерняток. Перший верхньоскроневий щиток короткий або помірно довгий, дещо звужується ззаду. Центральноскроневий щиток середнього розміру зовсім не виражений. Добре розвинений барабанний щиток, який відділений від центральноскроневого 2—5 збільшеними щитками. Луска тулуба гладенька, слабкоопукла. Навколо середини тулуба є 43—62 лусочки. Анальний щиток великий, сильно витягнутий поперек, попереду нього симетрично розташований 1 великий преанальний. Луска, що вкриває гомілку зверху, з чітко вираженими поздовжніми реберцями. Навколо середини гомілки в одному рядку розташовано 15—23 лусочки. Стегнових пір 13—22, ряди їх досягають колінного згину.
Кольор спини у цих ящірок сірий, буро-сірий, коричнево-сірий або (у самців) оливково-сірий із зеленуватим відтінком. Усю ширину спини займає візерунок з кількох витягнутих впоперек численними неправильної форми чорними плямами. З боків тіла чорні або бурі смуги мають 1—4 поздовжніх рядки світлих, в області грудей блакитних, «очок»; по їх зубчастому верхньому краю іноді розташовані невеликі світлі «очі», які часто зливаються у суцільну лінію. У період парування черево, груди, горло й голова знизу у самців яскраво-жовтого або жовто-помаранчевого кольору, а крайні рядки черевних щитків і межучі з ними ділянки тулуба набувають яскраво-синє забарвлення. Такого ж кольору невеликі плями можуть з'являтися і в скроневій області голови. У літній час яскраве шлюбне забарвлення нижнього боку тіла значно блякне й у частини особин зберігається лише на череві.

## Спосіб життя
Полюбляє сухі та помірно сухі скелі і кам'янисті урвища по берегах річок і на схилах з трав'янистою та чагарниковою рослинністю. Проживає на висотах до висоти 300—1700 м над рівнем моря. Харчується комахами та іншими дрібними безхребетними, серед яких переважають жуки, прямокрилі, двокрилі, перетинчастокрилі, цикади, метелики, а також павуки та багатоніжки.
Це яйцекладна ящірка. Відкладання 2—5 яєць відбувається у червні — середині липня. Молоді ящірки довжиною 2,5—2,7 см з'являються у середині липня — наприкінці серпня.

## Розповсюдження
Мешкає у долині середньої течії і передгір'ях річки Кури у Грузії та північній Вірменії. Ізольольована популяція відома у долині верхньої течії річки Акера на півдні Азербайджану.

## Підвиди
- Lacerta portschinskii portschinskii
- Lacerta portschinskii nigrita